# Dipara turneri
Dipara turneri är en stekelart som beskrevs av Karl-Johan Hedqvist 1969. Dipara turneri ingår i släktet Dipara och familjen puppglanssteklar. Inga underarter finns listade i Catalogue of Life.